# Langlaufen op de Olympische Jeugdwinterspelen 2012

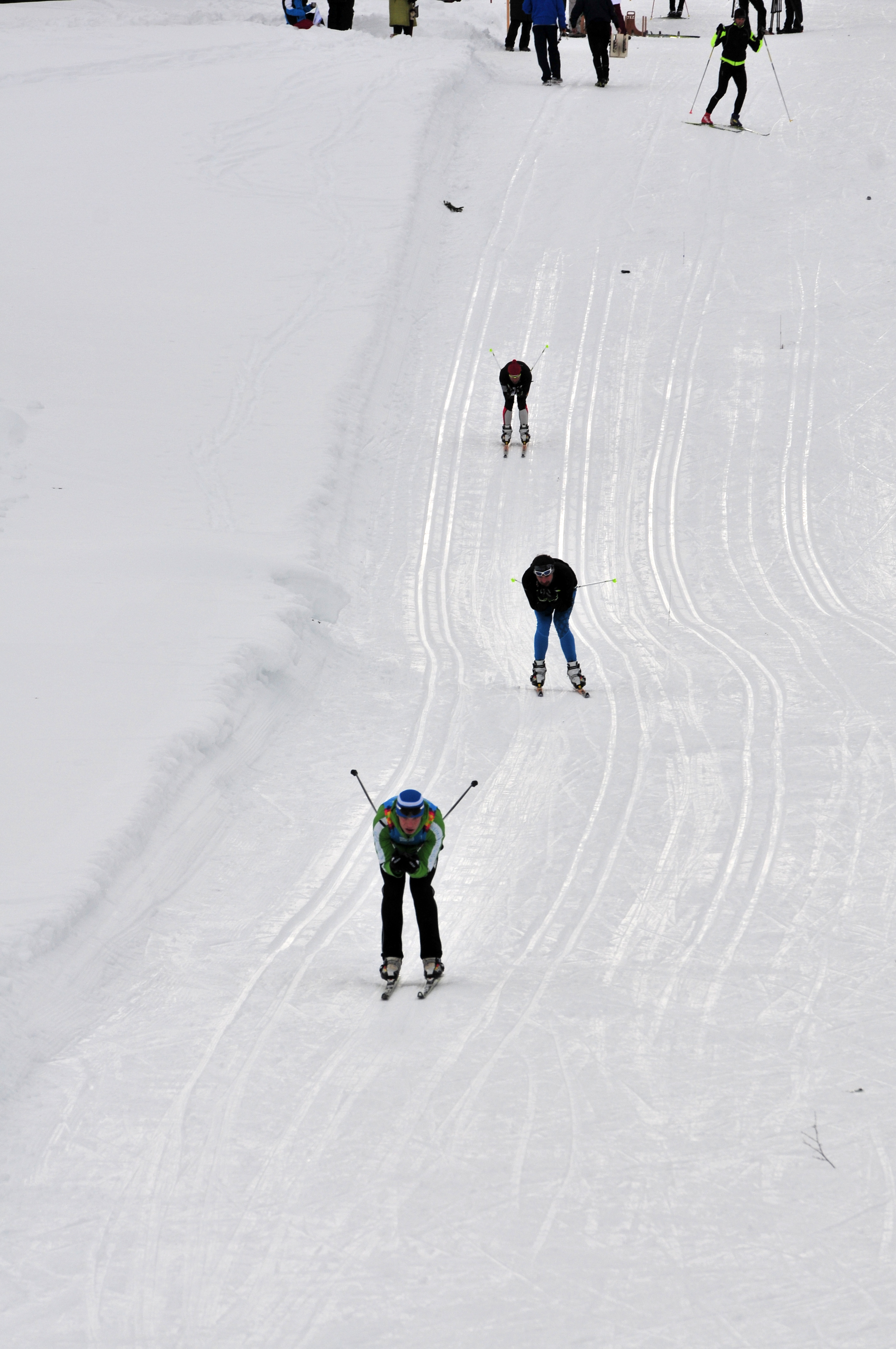
Langlaufen op de Olympische Jeugdwinterspelen 2012

Langlaufen is een van de olympische sporten die beoefend werden tijdens de Olympische Jeugdwinterspelen 2012 in Innsbruck. De wedstrijden werden gehouden in het nabijgelegen Seefeld. Er waren vijf onderdelen; voor zowel de jongens als de meisjes de individuele wedstrijd klassiek (respectievelijk over 10 en 5 km) en de sprint. Tot slot werd er een gemengde biatlon/langlaufestafette georganiseerd. De individuele wedstrijden waren op 17 januari, de sprint op 19 januari en de estafette op 21 januari.

## Deelnemers
De deelnemers moesten in 1994 of 1995 geboren zijn. Het maximale aantal deelnemers was door het IOC vastgesteld op 50 jongens en 40 meisjes. Elk land mocht maximaal twee jongens en twee meisjes inschrijven.
De zeven beste landen van het landenklassement van het WK langlaufen voor junioren en het gastland kregen zowel bij de jongens als bij de meisjes twee startplaatsen. De andere landen in die ranglijst krijgen een startplaats, tot het totale aantal startplaatsen was ingevuld. Indien plaatsen niet ingevuld werden, wees de FIS deze alsnog toe. Het land bepaalde vervolgens zelf welke deelnemer het inschreef.

## Gemengde biatlon/langlaufestafette
Elk team bestond uit één langlaufer, langlaufster, biatleet en biatlete, afkomstig uit hetzelfde land.

## Medailles
| Onderdeel                             | Goud | Goud                                                                | Zilver | Zilver                                                               | Brons | Brons                                                   |
| ------------------------------------- | ---- | ------------------------------------------------------------------- | ------ | -------------------------------------------------------------------- | ----- | ------------------------------------------------------- |
| Individueel, jongens (10 km klassiek) | RUS  | Alexander Selyaninov                                                | JPN    | Kentaro Ishikawa                                                     | KAZ   | Sergey Malyshev                                         |
| Sprint, jongens                       | NOR  | Andreas Molden                                                      | GER    | Marius Cebulla                                                       | RUS   | Alexander Selyaninov                                    |
|                                       |      |                                                                     |        |                                                                      |       |                                                         |
| Individueel, meisjes (5 km klassiek)  | RUS  | Anastasia Sedova                                                    | SLO    | Anamarija Lampic                                                     | SLO   | Lea Einfalt                                             |
| Sprint, meisjes                       | NOR  | Silje Theodorsen                                                    | SWE    | Jonna Sundling                                                       | NOR   | Linn Eriksen                                            |
|                                       |      |                                                                     |        |                                                                      |       |                                                         |
| Langlaufen- Biatlon-estafette         | GER  | Victoria Carl Christian Stiebritz Mamimilian Janke Franziska Preuss | RUS    | Anastasia Sedova Alexander Selyaninov Ivan Galushkin Uliana Kaysheva | USA   | Patrick Caldwell Heather Mooney Sean Doherty Anna Kubek |

Alpineskiën · Biatlon · Bobsleeën · Curling · Freestyleskiën · IJshockey · Kunstrijden · Langlaufen · Noordse combinatie · Rodelen · Schaatsen · Schansspringen · Shorttrack · Skeleton · Snowboarden